# Respighi (cratère)
Respighi est un cratère lunaire situé à l'est de la face visible de la Lune. Il se trouve à l'ouest du cratère Liouville et à côté du grand cratère Dubyago.
Le cratère Respighi est avant 1976 un simple cratère satellite du cratère Dubyago sous la dénomination « Dubyago C ». Il reçoit, cette année-là, le nom du mathématicien et astronome italien Lorenzo Respighi.